# Первомайский (Буда-Кошелёвский район)
Первома́йский (бел. Першамайскі) — посёлок в Липиничском сельсовете Буда-Кошелёвского района Гомельской области Беларуси.

## География

### Расположение
В 14 км на север от районного центра и железнодорожной станции Буда-Кошелёвская (на линии Жлобин — Гомель), 62 км от Гомеля.

## Транспортная сеть
Транспортные связи по просёлочной, затем автомобильной дороге Чечерск — Буда-Кошелёво. Планировка состоит из короткой прямолинейной меридиональной улицы, застроенной деревянными домами усадебного типа.

## История
Основан в начале XX века переселенцами с соседних деревень. В 1925 году в Липиничском сельсовете Буда-Кошелёвского района Бобруйского округа. В 1929 году жители посёлка вступили в колхоз. Во время Великой Отечественной войны в посёлке и окрестностях базировался партизанский отряд № 108 имени Г. И. Котовского. Освобождён от оккупантов 2 декабря 1943 года. В 1959 году в составе колхоза «Заря» (центр — деревня Липиничи).

## Население

### Численность
- 2004 год — 13 хозяйств, 29 жителей.

### Динамика
- 1925 год — 16 дворов.
- 1959 год — 117 жителей (согласно переписи).
- 2004 год — 13 хозяйств, 29 жителей.